# آوگوست شافر
آوگوست شافر (آلمانی: August Schaffer؛ زادهٔ ۳ ژوئیهٔ ۱۹۰۵) دوچرخه‌سوار اهل اتریش است. وی در بازی‌های المپیک تابستانی ۱۹۲۸ شرکت کرده‌است.